# Duke Pearson
Columbus Calvin Pearson Jr, detto Duke (Atlanta, 17 agosto 1932 – Atlanta, 4 agosto 1980), è stato un pianista e compositore statunitense di musica jazz.
Dallo stile pianistico sofisticato e minimale originato dalla scuola di Hank Jones, fu anche l'accompagnatore al piano di Carmen McRae e Joe Williams e il creatore di alcune memorabili composizioni riprese da diversi jazzisti, fra le quali si ricordano Cristo Redentor per Donald Byrd, Sweet Honey Bee per Lee Morgan e Jeannine, tutte divenute degli standard.

## Biografia
Soprannominato “Duke” in onore di Ellington, Pearson nacque in Georgia, nel sud degli Stati Uniti. Si avvicinò alla musica attraverso lo studio del pianoforte che intraprese quando aveva appena cinque anni, frequentò il Clark College e si unì a gruppi jazz locali suonando la tromba, strumento che però dovette abbandonare per problemi ai denti. Sotto le armi – nei primi anni cinquanta – ebbe modo di incrociare musicalmente Wynton Kelly e Phineas Newborn, e dopo il congedo fu in tournée con Little Willie John e Tab Smith fino a che, nel 1959, decise di trasferirsi a New York. Qui venne notato da Donal Byrd e da quel momento la sua carriera fu in ascesa, costellata dalle collaborazioni con i migliori artisti jazz sulla piazza e dall'ingresso nella scuderia della Blue Note.
Nel 1960, Duke Pearson fu reclutato nel Jazztet di Art Farmer e Benny Golson, formazione nella quale rimase per qualche mese prima di transitare nel nuovo quintetto Donald Byrd-Pepper Adams nel quale approdò anche Lex Humphries. L'anno successivo accompagnò al piano la cantante jazz Nancy Wilson con cui andò in tournée. Fra gli altri Paesi, il tour toccò il Brasile, e a Rio de Janeiro Pearson scrisse la celebre composizione Cristo Redentor, ispirandosi alla mastodontica statua che troneggia sul Corcovado dominando dalla sua posizione la metropoli brasiliana. Nel 1963, a causa di una sua malattia, Pearson venne temporaneamente sostituito da un giovane Herbie Hancock, ma l'avvicendamento divenne permanente. A seguito della morte di Ike Quebec nel gennaio del 1963, Pearson fu chiamato a sostituirlo alla Blue Note in qualità dapprima di assistente discografico per la prestigiosa etichetta e in seguito di produttore. I più noti musicisti dei quali produsse i dischi furono Donald Byrd, Hank Mobley, Stanley Turrentine, Blue Mitchell e Lou Donaldson. Allo stesso tempo registrò con la Blue Note diversi lavori come leader, guidando anche una propria big band dal 1967 al 1972, formazione che nel tempo arruolò jazzisti di talento come Chick Corea, Randy Bracker, Garnett Brown e Pepper Adams. Nel resto degli anni settanta, mentre combatteva una lotta contro la sclerosi multipla che lo aveva aggredito, fu il pianista di diversi vocalist fra cui Carmen McRae.
La sclerosi prese il sopravvento sull'organismo di Pearson che si arrese al male morendo al Veteran Hospital di Atlanta il 4 agosto 1980.

## Discografia
- 1959 - Profile (Blue Note Records, BLP 4022) pubblicato nel 1960
- 1959 - Tender Feelin's (Blue Note Records, BLP 4035) pubblicato nel 1961
- 1961 - Angel Eyes (Polydor Records, 583 723) pubblicato nel 1968
- 1961 - Dedication! (Prestige Records, PR 7729) pubblicato nel 1970
- 1962 - Hush! (Jazzline Records, JAZ 33-02)
- 1964 - Wahoo! (Blue Note Records, BLP 4191) pubblicato nel 1966
- 1965 - Honeybuns (Atlantic Records, LP 3002) pubblicato nel 1966
- 1966 - Prairie Dog (Atlantic Records, LP 3005)
- 1966 - Sweet Honey Bee (Blue Note Records, BLP 4252) pubblicato nel 1967
- 1967 - The Right Touch (Blue Note Records, BST 84267) pubblicato nel 1968
- 1967 - Introducing Duke Pearson's Big Band (Blue Note Records, BST 84276) pubblicato nel 1968
- 1968 - The Phantom (Blue Note Records, BST 84293) con Bobby Hutcherson
- 1968-69-70 - I Don't Care Who Knows It (Blue Note Records, CDP 7243 8 35220 2 6) pubblicato su CD nel 1996
- 1968 - Now Hear This (Blue Note Records, BST 84308) pubblicato nel 1969
- 1969 - Merry Ole Soul (Blue Note Records, BST 84323)
- 1969 - How Insensitive (Blue Note Records, BST 84344) pubblicato nel 1970
- 1970 - It Could Only Happen with You (Blue Note Records, BN-LA317-G) pubblicato nel 1974[2][4]